# Пі-Ридж (Флорида)
Пі-Ридж (англ. Pea Ridge) — переписна місцевість (CDP) в США, в окрузі Санта-Роза штату Флорида. Населення — 3787 осіб (2020).

## Географія
Пі-Ридж розташоване за координатами 30°35′59″ пн. ш. 87°6′1″ зх. д. / 30.59972° пн. ш. 87.10028° зх. д. (30.599715, -87.100305).  За даними Бюро перепису населення США в 2010 році переписна місцевість мала площу 7,29 км², з яких 7,27 км² — суходіл та 0,02 км² — водойми.

## Демографія
Згідно з переписом 2010 року, у переписній місцевості мешкало 3587 осіб у 1319 домогосподарствах у складі 985 родин. Густота населення становила 492 особи/км².  Було 1459 помешкань (200/км²).
Расовий склад населення:
| - 89,8 % — білих - 3,0 % — чорних або афроамериканців - 2,2 % — азіатів - 0,8 % — корінних американців - 0,1 % — вихідців з тихоокеанських островів - 1,2 % — осіб інших рас |

До двох чи більше рас належало 2,8 %. Частка іспаномовних становила 4,3 % від усіх жителів.
За віковим діапазоном населення розподілялося таким чином: 27,3 % — особи молодші 18 років, 62,2 % — особи у віці 18—64 років, 10,5 % — особи у віці 65 років та старші. Медіана віку мешканця становила 34,7 року. На 100 осіб жіночої статі у переписній місцевості припадало 91,9 чоловіків;  на 100 жінок у віці від 18 років та старших — 89,8 чоловіків також старших 18 років.
Середній дохід на одне домашнє господарство  становив 63 407 доларів США (медіана — 41 126), а середній дохід на одну сім'ю — 60 741 долар (медіана — 48 750). Медіана доходів становила 40 806 доларів для чоловіків та 29 653 долари для жінок. За межею бідності перебувало 13,8 % осіб, у тому числі 12,0 % дітей у віці до 18 років та 18,7 % осіб у віці 65 років та старших.
Цивільне працевлаштоване населення становило 1700 осіб. Основні галузі зайнятості: освіта, охорона здоров'я та соціальна допомога — 27,9 %, будівництво — 14,4 %, роздрібна торгівля — 11,8 %.